# Laurelia
Laurelia – rodzaj drzew z rodziny oboczkowatych Atherospermataceae. Obejmuje dwa gatunki – Laurelia novae-zelandiae występujący na Nowej Zelandii i Laurelia sempervirens rosnący w Chile, Argentynie i Peru. Są to okazałe drzewa wyróżniające się aromatycznymi, skórzastymi, ostro ząbkowanymi liśćmi. Rosną zwykle na terenach nizinnych w miejscach wilgotnych.
Rośliny te zawierają alkaloidy i wykorzystywane są leczniczo, poza tym dostarczają drewna i uprawiane są jako ozdobne, zwłaszcza L. sempervirens w łagodnym klimacie oceanicznym zachodniej Europy. Owoce L. sempervirens zwane są chilijską lub peruwiańską gałką muszkatołową i są używane jako jej substytut.

## Morfologia

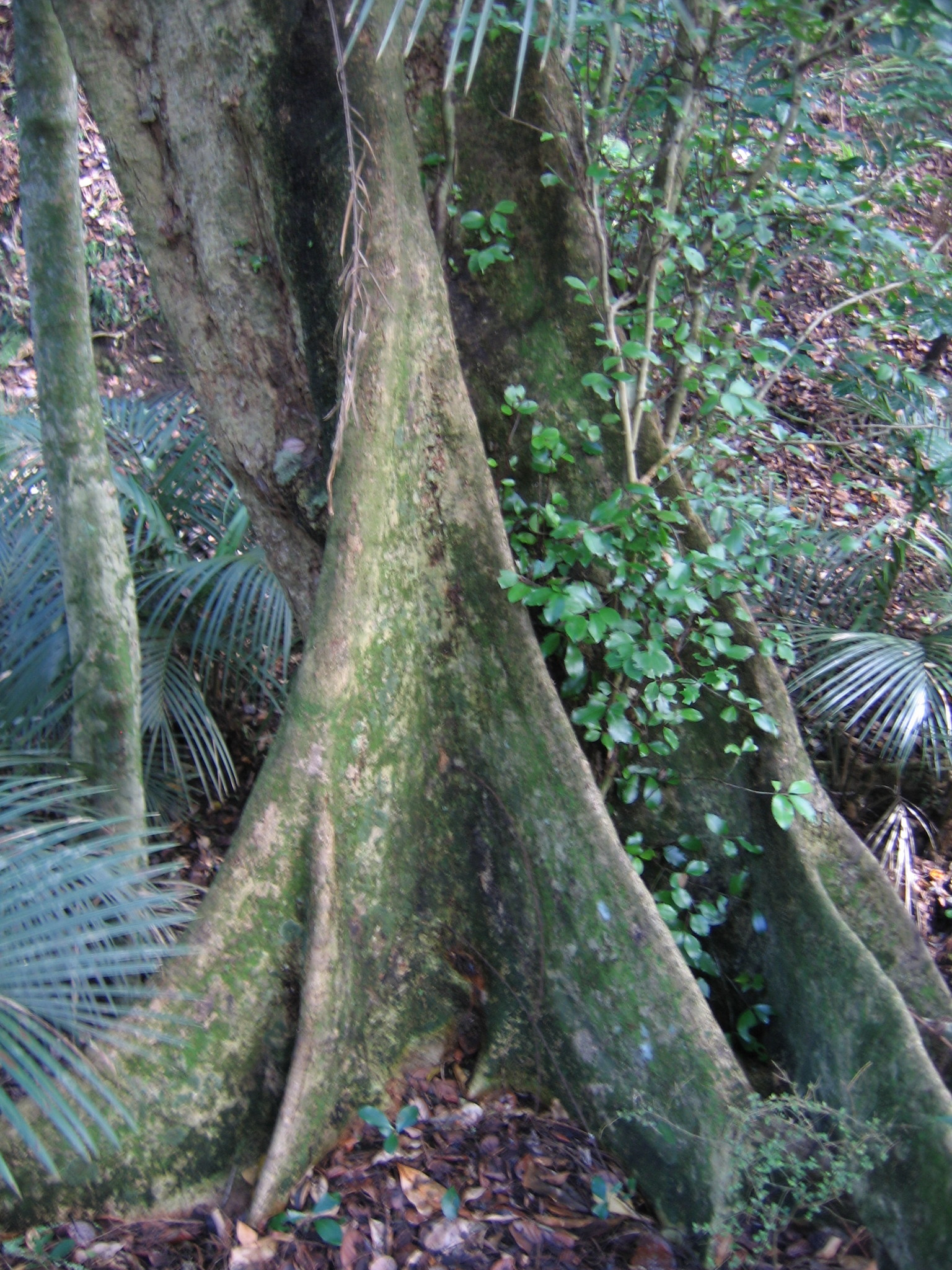
Nasada pnia Laurelia novae-zelandiae

PokrójDrzewa osiągające do 35 m wysokości, często z korzeniami szkarpowymi i zwieszającymi się gałęziami.
LiścieZimozielone, naprzeciwległe, pojedyncze, skórzaste. Blaszka liściowa o długości ok. 8 cm jest silnie, ostro ząbkowana.
KwiatyJednopłciowe (przy czym drzewa bywają zarówno jedno- jak i dwupienne) i drobne (poniżej 1 cm średnicy), zielonkawe lub brązowe, rozwijają się zebrane w pęczki w kątach liści. Pręcików jest od 5 do 12, u ich nasad znajdują się kubeczkowate gruczołki. Słupki zbudowane są z licznych, wolnych owocolistków.
OwoceZbiorowe, mające buteleczkowaty kształt – silnie zwężone w części szczytowej.

## Systematyka
Jeden z rodzajów rodziny oboczkowatych Atherospermataceae, dawniej włączanych jako podrodzina do poleńcowatych Monimiaceae.
Wykaz gatunków
- Laurelia novae-zelandiae A.Cunn.
- Laurelia sempervirens (Ruiz & Pav.) Tul.